# Rosendal (Norwegen)

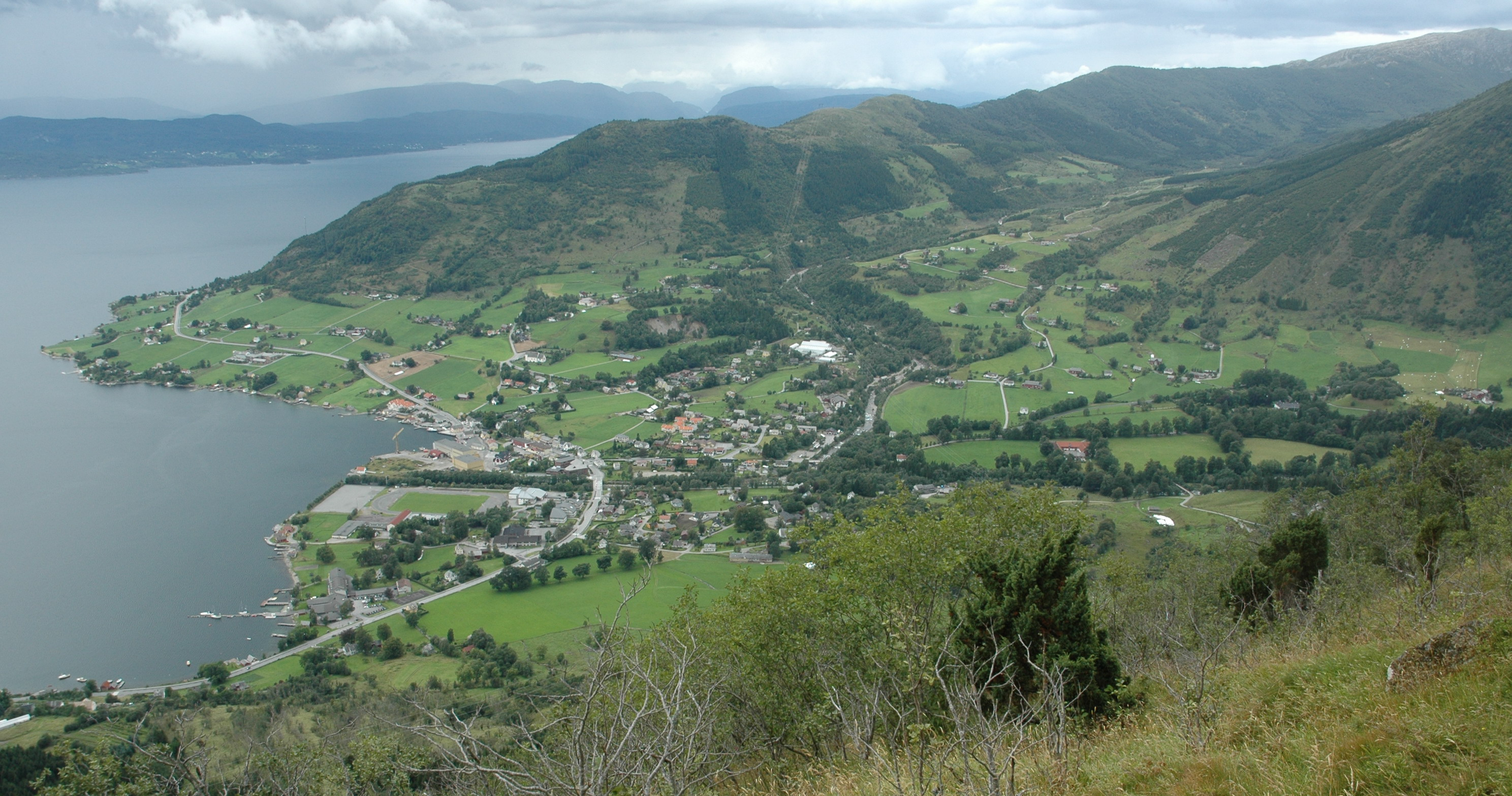
Rosendal – Blick von oben

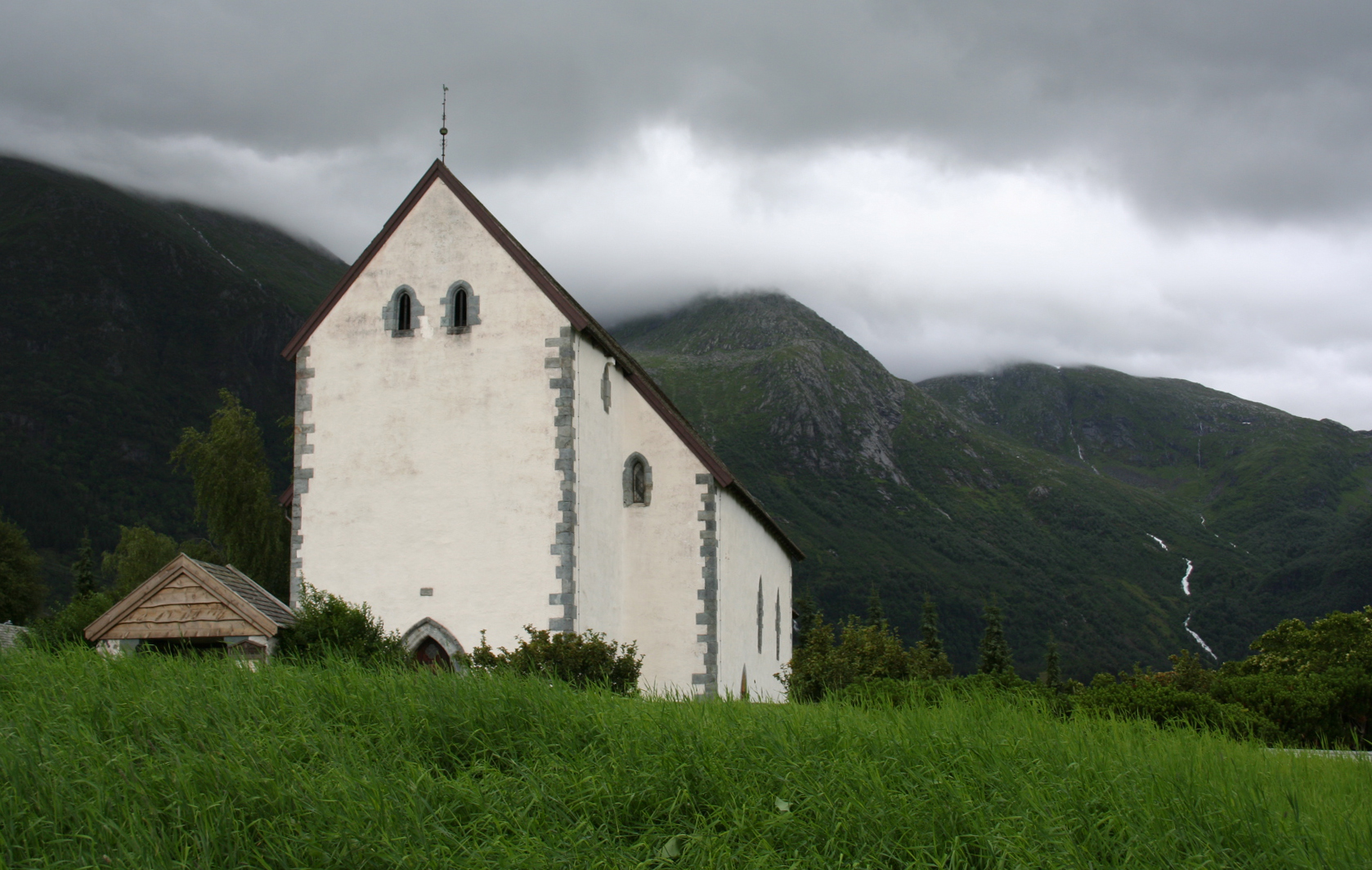
Rosendal, Kvinnherad-Kirche,
um 1250

Rosendal ist ein Ort in Norwegen, der Sitz der Verwaltung der Kommune Kvinnherad und deren größtes Touristikzentrum. 2021 lag die Zahl der Einwohner bei 828.
Geografisch liegt Rosendal am Ausgang des Hardangerfjords zwischen den Bergen Melderskin (1426 m) und Malmangernuten (890 m). Von Rosendal aus kann man das Myrdal mit dem fischreichen Myrdalsee an dessen Ende erreichen.
In Rosendal liegt auch die größte Touristenattraktion der Kommune, die Baronie Rosendal, ein Museum, das Licht auf die Zeit der Union Norwegens mit Dänemark wirft. Daneben ist die Kvinnherad-Kirche, eine Steinkirche von ca. 1250, interessant. Im Ort findet sich auch ein Schiffbaumuseum, der Steinpark Rosendal und das Folgefonn Zentrum. Das Folgefonn Zentrum ist ein interaktives Besucherzentrum, das sich der Umwelt und Folgen globalen Klimaveränderungen sowie dem Gletscherrückgangs in der Hardangerregion verschrieben hat.
2022 wurde auf dem Hardangerfjord unweit von Rosendal eine der größten begehbaren schwimmenden Kunstinstallationen der Welt eröffnet, das Salmon Eye.